# Diga di Kuzuryū
La diga di Kuzuryū (九頭竜ダム?, Kuzuryū damu) è una diga vicino alla città di Ōno, nella prefettura di Fukui, in Giappone. La diga alimenta una centrale idroelettrica da 220 MW.

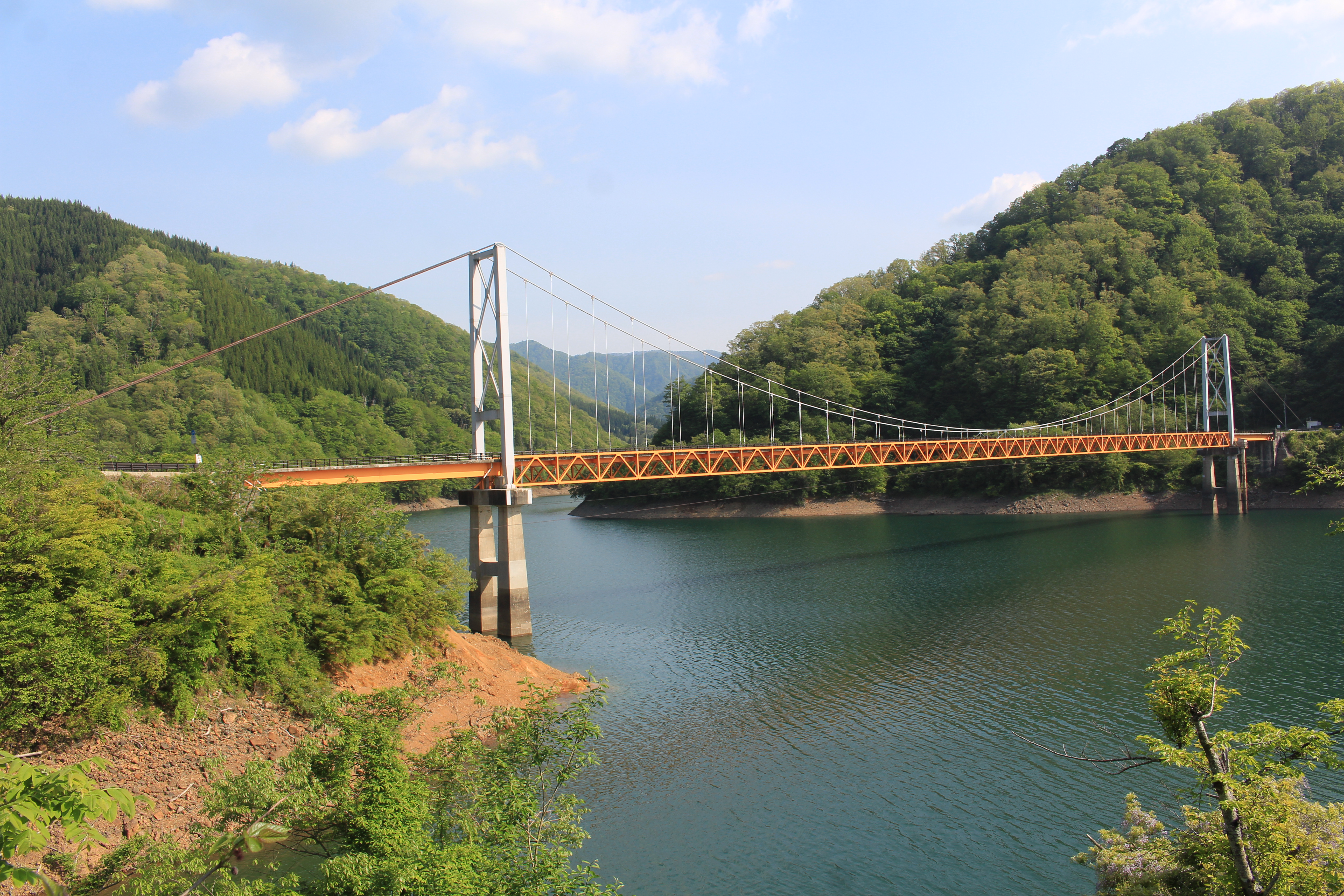
Ponte di Hakogase